# Бродвейская мелодия 40-х
«Бродвейская мелодия 1940-х» (англ. Broadway melody of 1940) — музыкальная мелодрама 1940 года со звёздами кино Фредом Астером и Элинор Пауэлл в главных ролях.
Слоган: «Eleanor Powell — Fred Astaire — In The Finest Broadway Melody Of Them All».

## Сюжет
Это фильм о тщеславии и предательстве, которые в финале были побеждены настоящей мужской дружбой.
Джонни Бретт и Кинг Шоу уже несколько лет ставят и дуэтом исполняют эстрадные номера, основой которых являются танцы. А параллельно подрабатывают в конторе церемоний, выводя невест к женихам. Однако обе эти работы не приносят парням больших денег, поэтому щёголь и любитель хорошеньких женщин Кинг оказывается банкротом, которого разыскивает агент по возвращению долгов. Друзей предупреждают, что к ним наведывались по столь щекотливому поводу, пока они отсутствовали. Приняв это к сведению, артисты «работают» свой очередной номер в одном из престижных танцхоллов. Их видит и пытается познакомиться с лидером дуэта Боб Кейси, известный музыкальный импресарио. Приняв его за агента, пришедшего требовать возврата долга, Джонни представляется именем своего друга, полагая, что если повестку, предназначенную для Кинга, вручат ему, это не будет иметь законной силы. Отсюда и начинается путаница.
На следующий день в номер гостиницы, где проживают парни, звонит Боб Кейси и приглашает «Кинга Шоу» на просмотр к режиссёру, который занимается постановкой нового бродвейского мюзикла с профессиональной балериной Клэр Беннетт. Ей подыскивают напарника.
В итоге Кинга утверждают на роль, начинают его раскручивать как будущую «звезду». И всё это время Джонни, даже узнав, что так получилось в результате ошибки, помогает другу в работе над новой ролью и сносит вдруг проснувшееся высокомерие «новой бродвейской примы».
И всё же в какой-то момент он не выносит зазнайство Кинга и покидает его. В день премьеры он приходит в театр, чтобы пожелать Кингу и Клэр Беннетт, с которой успел подружиться, удачи. И находит своего бывшего друга в гримёрке пьяным. Усилия по приведению Кинга в более-менее нормальное состояние ни к чему не привели. Тогда Джонни переодевается и выходит на сцену вместо товарища — скрыть личность от публики ему позволяет маска, которая положена артисту по сюжету в первом номере. Однако Клэр тут же распознала подмену, но доработала с Джонни до конца сцены, поскольку знала потенциал своего неожиданного партнёра. После того, как номер закончился, Джонни пришлось рассказать Клэр правду и пообещать привести Кинга в норму за перерыв. Что ему и удалось сделать.
Кинг, протрезвев и доведя шоу до конца, искупался в лучах славы, не зная, что в первую очередь зрителей и критиков восхитил именно номер, в котором выступил его друг. Но через какое-то время он узнаёт правду, и теперь наступает его очередь ответить другу той же монетой — пожертвовать собственной карьерой ради успеха Джонни.

## В ролях
- Фред Астер — Джонни Бретт
- Элинор Пауэлл — Клэр Беннетт
- Джордж Мерфи — Кинг Шоу
- Фрэнк Морган — Боб Кейси
- Иэн Хантер — Берт Мэтьюс
- Флоренс Райс — Эми Блейк, секретарь Кейси
- Линн Карвер — Эмми Лу Ли
- Энн Моррис — Перл Делонг

В титрах не указаны
- Ирвинг Бейкон — продавец содовой
- Джек Малхолл — Джордж